# Sainte-Cécile (Saona e Loira)
Sainte-Cécile è un comune francese di 289 abitanti situato nel dipartimento della Saona e Loira nella regione della Borgogna-Franca Contea.

## Società

### Evoluzione demografica
Abitanti censiti